# James Douglas (pugile)
James Douglas, detto Buster (Columbus, 7 aprile 1960), è un ex pugile statunitense, appartenente alla categoria dei pesi massimi, della quale è stato campione nel 1990. È principalmente noto per essere stato il primo pugile in grado di sconfiggere Mike Tyson, vittoria avvenuta per KO in un match nel quale Douglas era nettamente sfavorito secondo i pronostici.

## Carriera

### I primi anni da professionista
James Douglas, figlio dell'ex pugile professionista Billy Douglas, detto "Dynamite" ed autore di una discreta carriera fra i mediomassimi, aveva messo piede in palestra già a 10 anni per volere del genitore che non tardò a vedere in lui ottime doti fisiche e tecniche che lo portarono a sognare per il figlio quel successo che non era stato in grado di raggiungere. Fu così che il giovane Douglas fece il suo esordio nel professionismo nel 1981, a 21 anni da poco compiuti, ma fin dai primi match qualcosa sembrò non andare per il verso giusto: già al sesto incontro, perse infatti per KO tecnico contro il debuttante David Bey.
Col passare del tempo, sembrava sempre più chiaro che a fronte di potenzialità interessanti e talento indiscutibile, James non dava l'impressione di possedere la determinazione necessaria per arrivare ai vertici. La scarsa propensione agli allenamenti e al sacrificio lo condusse a una prima parte di carriera altalenante, contraddistinta da alcune sconfitte contro pugili non straordinari determinate spesso da un netto calo fisico che Douglas manifestava nella seconda metà degli incontri. Ciononostante Douglas arrivò ad avere, nel giro di due anni, un record di 18 vittorie (di cui 14 prima del limite), una sconfitta ed un pareggio. Nel 1983 il pugile statunitense subì la sua seconda sconfitta per mano del semi sconosciuto Mike White, ancora per KO, all'ottava ripresa. Al momento dell'interruzione Douglas stava nettamente vincendo ai cartellini per 7-1, 7-0 e 8-0 nei confronti del rivale, palesando, ancora una volta, una preparazione fisica non curata adeguatamente.

### La sfida per il titolo IBF
Nei tre anni successivi colse altre cinque vittorie, compresa quella contro l'ex campione del mondo versione WBA, Greg Page, e una sconfitta per major decision contro Jesse Ferguson. Douglas arrivò così ad avere un record di 23 vittorie, 3 sconfitte ed un pareggio ed insieme a Tony Tucker diventò lo sfidante principale per il titolo mondiale dei pesi massimi versione IBF, allora detenuto da Michael Spinks. Quest'ultimo preferì tuttavia lasciare vacante la corona, piuttosto che sfidare uno dei due pugili, e per tale motivo si arrivò così alla sfida Douglas-Tucker, tenutasi a Las Vegas nel maggio del 1987. L'incontro fu molto equilibrato fino al decimo round, con i tre verdetti dei giudici che davano rispettivamente un vantaggio a Douglas, uno a Tucker ed un pareggio; tuttavia, proprio alla decima ripresa, Douglas, a corto di fiato, iniziò a subire i fendenti del rivale senza più reagire ed una potente combinazione di Tucker mise in crisi il rivale, costringendolo alla resa per KOT.

### La seconda chance per il mondiale: l'incontro con Tyson
Dopo questa sconfitta, Buster Douglas non si diede per vinto e tra il 1987 ed il 1989 collezionò ben sei vittorie di cui le ultime due, una contro l'ex campione del mondo, versione WBC, Trevor Berbick e l'altra contro Oliver McCall, un promettente pugile che pochi anni più tardi avrebbe conquistato il titolo, battendo per KOT Lennox Lewis. Queste importanti vittorie spinsero Douglas in alto nel ranking mondiale, facendolo diventare uno degli sfidanti principali per il titolo dei pesi massimi. Si arrivò così al match contro l'allora dominatore imbattuto e grande favorito Mike Tyson. Il match con "Iron Mike" entrò di diritto nella storia della nobile arte, a causa del sorprendente esito che ebbe (le quote dei casinò di Las Vegas davano Douglas vincente 42 a 1).
Nel corso dell'incontro, avvenuto a Tokyo l'11 febbraio 1990, Tyson, detentore del titolo mondiale dal 1986 nelle tre versioni WBA, WBC ed IBF, subì l'iniziativa di "Buster" fin dalla prima ripresa. Il pugile di Columbus iniziò infatti a pressare Tyson con potenti diretti, impedendogli di avvicinarsi e di sfruttare la sua potenza. Round dopo round, l'iniziativa di "Iron Mike" si fece sempre più debole e all'ottava ripresa l'allora re indiscusso dei pesi massimi si ritrovava in netto svantaggio ai punti e pesantemente provato dai colpi dello sfidante.
Ormai appariva chiaro che Tyson, per mantenere il titolo, avrebbe dovuto cercare il KO ed infatti proprio alla fine dell'ottava ripresa, seppur con un occhio chiuso, Iron Mike riuscì a reagire incrociando un diretto del rivale con un potente montante capace di atterrare lo sfidante. Quest'azione rimase però l'unica iniziativa del campione, in una serata condotta a senso unico da Douglas il quale, tuttavia, a parere dei secondi di Mike Tyson, avrebbe perso l'incontro se non fosse stato per un errore madornale dell'arbitro nel conteggio (di ben 13 secondi), e che, rialzatosi quindi, fu salvato dal gong. Questo episodio suscitò una polemica tra le varie Federazioni pugilistiche che vedevano quella sera il pugile di Catskill indiscusso campione. Con l'inizio della nona ripresa, il pugile di Columbus ricominciò con la sua azione basata su potenti diretti contro un Tyson sempre più spento ed incapace di reagire. Durante la decima ripresa una combinazione di undici colpi mise definitivamente fine all'incontro, consegnando a Douglas il titolo per KO.

### La sconfitta contro Holyfield ed il primo ritiro
Perse il titolo già al primo tentativo di difesa, il 25 ottobre successivo, perdendo in tre round contro un grande Evander Holyfield.

### Il ritorno sul ring ed il ritiro definitivo
Dopo questo incontro rimase inattivo per lungo tempo, accusando problemi di peso finché gli fu diagnosticato il diabete: la malattia lo convinse a tentare un ritorno sul ring nel 1996. Tra i match combattuti dopo il suo ritorno si ricordano quello vinto contro Louis Monaco nel 1997 (per squalifica dell'avversario, che continuò a colpire dopo il suono della campana) e quello perso con Lou Savarese nel 1998: si è ritirato definitivamente nel febbraio 1999.

## Risultati nel pugilato
| N. | Risultato | Record     | Avversario        | Tipo | Round, tempo  | Data              | Località                                                   | Note                                                      |
| -- | --------- | ---------- | ----------------- | ---- | ------------- | ----------------- | ---------------------------------------------------------- | --------------------------------------------------------- |
| 46 | Vittoria  | 38–6–1 (1) | Andre Crowder     | TKO  | 1 (10), 1:11  | 19 febbraio 1999  | Memorial Auditorium, Burlington, Iowa, U.S.                |                                                           |
| 45 | Vittoria  | 37–6–1 (1) | Warren Williams   | KO   | 1 (10), 2:56  | 12 dicembre 1998  | Bank of America Centre, Boise, Idaho, U.S.                 |                                                           |
| 44 | Sconfitta | 36–6–1 (1) | Lou Savarese      | KO   | 1 (12), 2:34  | 25 giugno 1998    | Foxwoods Resort Casino, Ledyard, Connecticut, U.S.         | Per il titolo vacante IBA dei pesi massimi                |
| 43 | Vittoria  | 36–5–1 (1) | Quinn Navarre     | TKO  | 4 (10), 2:25  | 13 luglio 1997    | Grand Casino, Biloxi, Mississippi, U.S.                    |                                                           |
| 42 | Vittoria  | 35–5–1 (1) | Louis Monaco      | DQ   | 1 (10), 3:00  | 13 maggio 1997    | Grand Casino, Biloxi, Mississippi, U.S.                    | Monaco squalificato per colpi dopo il gong                |
| 41 | Vittoria  | 34–5–1 (1) | Brian Scott       | KO   | 6 (10), 0:30  | 30 marzo 1997     | Mohegan Sun Arena, Montville, Connecticut, U.S.            |                                                           |
| 40 | Vittoria  | 33–5–1 (1) | Dicky Ryan        | UD   | 10            | 12 febbraio 1997  | The Theater at Madison Square Garden, New York, U.S.       |                                                           |
| 39 | Vittoria  | 32–5–1 (1) | Rocky Pepeli      | UD   | 10            | 10 gennaio 1997   | Mohegan Sun Arena, Montville, Connecticut, U.S.            |                                                           |
| 38 | Vittoria  | 31–5–1 (1) | Tony LaRosa       | RTD  | 3 (10), 3:00  | 22 giugno 1996    | Etess Arena, Atlantic City, New Jersey, U.S.               |                                                           |
| 37 | Sconfitta | 30–5–1 (1) | Evander Holyfield | KO   | 3 (12), 1:10  | 25 ottobre 1990   | The Mirage, Paradise, Nevada, U.S.                         | Perde titoli WBA, WBC, IBF, e Lineare dei pesi massimi    |
| 36 | Vittoria  | 30–4–1 (1) | Mike Tyson        | KO   | 10 (12), 1:22 | 11 febbraio 1990  | Tokyo Dome, Tokyo, Giappone                                | Vince titoli WBA, WBC, IBF, e Lineare dei pesi massimi    |
| 35 | Vittoria  | 29–4–1 (1) | Oliver McCall     | UD   | 10            | 21 luglio 1989    | Convention Hall, Atlantic City, New Jersey, U.S.           |                                                           |
| 34 | Vittoria  | 28–4–1 (1) | Trevor Berbick    | UD   | 10            | 25 febbraio 1989  | Las Vegas Hilton, Winchester, Nevada, U.S.                 |                                                           |
| 33 | Vittoria  | 27–4–1 (1) | Mike Williams     | TKO  | 7 (10), 2:45  | 27 giugno 1988    | Convention Hall, Atlantic City, New Jersey, U.S.           |                                                           |
| 32 | Vittoria  | 26–4–1 (1) | Jerry Halstead    | TKO  | 9 (10)        | 16 aprile 1988    | Las Vegas Hilton, Winchester, Nevada, U.S.                 |                                                           |
| 31 | Vittoria  | 25–4–1 (1) | Percell Davis     | RTD  | 9 (10)        | 24 febbraio 1988  | Pioneer Hall, Duluth, Minnesota, U.S.                      |                                                           |
| 30 | Vittoria  | 24–4–1 (1) | Donnie Long       | KO   | 2 (10), 2:18  | 19 novembre 1987  | Downtown Sheraton, Columbus, Ohio, U.S.                    |                                                           |
| 29 | Sconfitta | 23–4–1 (1) | Tony Tucker       | TKO  | 10 (15), 1:36 | 30 maggio 1987    | Las Vegas Hilton, Winchester, Nevada, U.S.                 | Per il titolo vacante IBF dei pesi massimi                |
| 28 | Vittoria  | 23–3–1 (1) | Dee Collier       | UD   | 10            | 6 settembre 1986  | Las Vegas Hilton, Winchester, Nevada, U.S.                 |                                                           |
| 27 | Vittoria  | 22–3–1 (1) | David Jaco        | UD   | 10            | 19 aprile 1986    | Las Vegas Hilton, Winchester, Nevada, U.S.                 |                                                           |
| 26 | Vittoria  | 21–3–1 (1) | Greg Page         | UD   | 10            | 17 gennaio 1986   | Omni Coliseum, Atlanta, Georgia, U.S.                      |                                                           |
| 25 | Sconfitta | 20–3–1 (1) | Jesse Ferguson    | MD   | 10            | 9 maggio 1985     | Caesars Boardwalk Regency, Atlantic City, New Jersey, U.S. |                                                           |
| 24 | Vittoria  | 20–2–1 (1) | Dion Simpson      | KO   | 1 (8), 3:01   | 27 marzo 1985     | Steel Pier, Atlantic City, New Jersey, U.S.                |                                                           |
| 23 | Vittoria  | 19–2–1 (1) | Randall Cobb      | MD   | 10            | 9 novembre 1984   | Riviera, Winchester, Nevada, U.S.                          |                                                           |
| 22 | NC        | 18–2–1 (1) | David Starkey     | NC   | 1 (10)        | 9 luglio 1984     | East Dallas Club, Columbus, Ohio, U.S.                     |                                                           |
| 21 | Sconfitta | 18–2–1     | Mike White        | TKO  | 9 (10)        | 17 dicembre 1983  | Sands Hotel and Casino, Paradise, Nevada, U.S.             |                                                           |
| 20 | Vittoria  | 18–1–1     | Eugene Cato       | TKO  | 1 (8)         | 28 settembre 1983 | Sands Hotel and Casino, Paradise, Nevada, U.S.             |                                                           |
| 19 | Vittoria  | 17–1–1     | Dave Johnson      | MD   | 10            | 5 luglio 1983     | Sands Hotel and Casino, Paradise, Nevada, U.S.             |                                                           |
| 18 | Vittoria  | 16–1–1     | Henry Porter      | TKO  | 2 (8), 1:36   | 28 aprile 1983    | Sands Hotel and Casino, Paradise, Nevada, U.S.             |                                                           |
| 17 | Vittoria  | 15–1–1     | Jesse Clark       | KO   | 2 (8)         | 16 aprile 1983    | Catholic Central Highschool, Muskegon, Michigan, U.S.      |                                                           |
| 16 | Vittoria  | 14–1–1     | Leroy Diggs       | TKO  | 7 (10)        | 29 marzo 1983     | Tropicana, Atlantic City, New Jersey, U.S.                 |                                                           |
| 15 | Vittoria  | 13–1–1     | Jesse Clark       | KO   | 2 (8)         | 9 marzo 1983      | V.I.P. Club, Niles, Ohio, U.S.                             |                                                           |
| 14 | Vittoria  | 12–1–1     | Tim Johnson       | KO   | 1 (8)         | 20 novembre 1982  | Infinity Club, Columbus, Ohio, U.S.                        |                                                           |
| 13 | Pareggio  | 11–1–1     | Steffen Tangstad  | UD   | 8             | 16 ottobre 1982   | Bismarck Hotel, Chicago, Illinois, U.S.                    |                                                           |
| 12 | Vittoria  | 11–1       | Mel Daniels       | TKO  | 1 (6)         | 24 aprile 1982    | War Memorial Arena, Johnstown, Pennsylvania, U.S.          |                                                           |
| 11 | Vittoria  | 10–1       | Rick Enis         | MD   | 6             | 8 aprile 1982     | Sherwood Club, Indianapolis, Indiana, U.S.                 |                                                           |
| 10 | Vittoria  | 9–1        | Marvin Earle      | TKO  | 2 (6)         | 15 febbraio 1982  | Stan & Ollie's Lounge, Kalamazoo, Michigan, U.S.           |                                                           |
| 9  | Vittoria  | 8–1        | Donny Townsend    | UD   | 6             | 13 febbraio 1982  | Central Tech High School, Erie, Pennsylvania, U.S.         |                                                           |
| 8  | Vittoria  | 7–1        | Hubert Adams      | KO   | 1 (6)         | 23 gennaio 1982   | Morgan High School, McConnelsville, Ohio, U.S.             |                                                           |
| 7  | Vittoria  | 6–1        | Don Johnson       | TKO  | 3 (6)         | 23 dicembre 1981  | Memorial Civic Center, Canton, Ohio, U.S.                  |                                                           |
| 6  | Sconfitta | 5–1        | David Bey         | TKO  | 2 (4)         | 6 novembre 1981   | Civic Arena, Pittsburgh, Pennsylvania, U.S.                |                                                           |
| 5  | Vittoria  | 5–0        | Jesse Clark       | KO   | 3 (4)         | 23 ottobre 1981   | Swayne Hall, Toledo, Ohio, U.S.                            |                                                           |
| 4  | Vittoria  | 4–0        | Abdul Muhaymin    | TKO  | 5 (6), 1:56   | 14 ottobre 1981   | Tyndall Armory, Indianapolis, Indiana, U.S.                |                                                           |
| 3  | Vittoria  | 3–0        | Mike Rodgers      | TKO  | 3 (4)         | 27 settembre 1981 | Veterans Memorial Auditorium, Columbus, Ohio, U.S.         |                                                           |
| 2  | Vittoria  | 2–0        | Mike Lear         | UD   | 4             | 24 luglio 1981    | Mount Vernon Plaza, Columbus, Ohio, U.S.                   |                                                           |
| 1  | Vittoria  | 1–0        | Dan O'Malley      | TKO  | 3 (4)         | 31 maggio 1981    | Mount Vernon Plaza, Columbus, Ohio, U.S.                   | Alcune fonti lo indicano solo come un match di esibizione |